# Elencos da Copa do Mundo FIFA de 1938
Abaixo estão os elencos das seleções que disputaram a Copa do Mundo FIFA de 1938,por ordem alfabética, do nome do país.

## Alemanha
- Treinador: Sepp Herberger

## Bélgica
- Treinador:  Jack Butler

## Brasil
- Treinador: Ademar Pimenta

## Cuba
- Treinador: José Tapia

## França
- Treinador: Gaston Barreau

## Hungria
- Treinador: Károly Dietz e Alfréd Schaffer

## Índias Holandesas
- Treinador:  Jan Mastenbroek[2]

## Itália
- Treinador: Vittorio Pozzo

## Noruega
- Treinador: Asbjørn Halvorsen

## Países Baixos
- Treinador:  Bob Gledenning

## Polônia
- Treinador: Józef Kałuża

## Roménia
- Treinador: Alexandru Săvulescu e Constantin Rădulescu

## Suécia
- Treinador: József Nagy

## Suíça
- Treinador: Karl Rappan

## Tchecoslováquia
- Treinador: Josef Meissner